# Esteban Gini
Esteban Gini (ur. 14 lipca 1989 roku w Quilmes) – argentyński kierowca wyścigowy.

## Kariera
Gini rozpoczął karierę w wyścigach samochodowych w 2010 roku w Turismo Pista, Argentina - Clase 2, gdzie był 18 w klasyfikacji generalnej. W kolejnych latach kontynuował starty w południowoamerykańskich, głównie argentyńskich małych seriach wyścigowych. Najlepiej spisał się w 2012 roku w Copa Coronación TC Mouras. Zdobył tam bowiem tytuł wicemistrzowski.
Na sezon 2013 Argentyńczyk podpisał kontrakt z MRS GT-Racing na starty w Porsche Supercup. W żadnym z czterech wyścigów, w których wystartował, nie zdobywał jednak punktów.

## Statystyki
| Sezon | Seria                                          | Zespół          | Wyścigi | Zwycięstwa | PP | NO | Podium | Punkty | Pozycja |
| ----- | ---------------------------------------------- | --------------- | ------- | ---------- | -- | -- | ------ | ------ | ------- |
| 2010  | Turismo Pista, Argentina - Clase 2             |                 |         |            |    |    |        | 14     | 18      |
| 2011  | Turismo Carretera Pista Mouras, Argentina      | Fineschi Racing | 13      | 1          | 1  | 0  | 2      | 97     | 9       |
| 2011  | TC Pista Mouras - Copa Coronación              | Fineschi Racing | 4       | 0          | 0  | 0  | 1      | 32,5   | 6       |
| 2011  | TC2000 - 32º Campeonato Argentino              | Fineschi Racing | 1       | 0          | 0  | 0  | 0      | 0      | NS      |
| 2012  | TC Mouras, Argentina                           | Donto Racing    | 14      | 3          | 2  | 1  | 4      | 184,25 | 4       |
| 2012  | Copa Coronación TC Mouras                      |                 | 4       | 2          | 1  | 1  | 3      | 84,5   | 2       |
| 2013  | Porsche Supercup                               | MRS GT-Racing   | 4       | 0          | 0  | 0  | 0      | 0      | 24      |
| 2013  | Turismo Carretera Mouras, Invitados, Argentina |                 | 1       | 0          | 0  | 0  | 0      | N/A    | 23      |
| 2013  | TC Pista Argentina                             | WCC Racing      | 6       | 1          | 0  | 1  | 1      | 115    | 31      |